# San Nicolás (Cile)
San Nicolás è un comune del Cile della provincia di Punilla nella Regione di Ñuble. Al censimento del 2002 possedeva una popolazione di 9.741 abitanti.

## Società

### Evoluzione demografica
| Censimento del 1992 | Censimento del 2002 |
| 9.495 ab.           | 9.741 ab.           |